# فلاد ديفاك
فلاد ديفاك (بالسيريلية الصربية: Владе Дивац) مواليد 3 فبراير 1968 في جمهورية صربيا الاشتراكية، جمهورية يوغوسلافيا الاشتراكية الاتحادية، هو لاعب كرة سلة صربي سابق بدأ مسيرته الاحترافية في سنة 1983 لعب مع فريق سكرامنتو كينغز في الرابطة الوطنية لكرة السلة. يبلغ طوله 7 قدم 1 بوصة (2.2 م). مثّل منتخب بلاده. شارك في مسابقة كرة السلة في الألعاب الأولمبية الصيفية. اعتزل اللعب في 2005.

## فرق لعب لها
- لوس أنجلوس ليكرز
- شارلوت هورنتس
- سكرامنتو كينغز

## الميداليات
| الميدالية | المسابقة                         |
| --------- | -------------------------------- |
| برونزية   | بطولة كأس العالم لكرة السلة 1986 |
| ذهبية     | بطولة كأس العالم لكرة السلة 1990 |
| برونزية   | بطولة أمم أوروبا لكرة السلة 1987 |
| ذهبية     | بطولة أمم أوروبا لكرة السلة 1989 |
| ذهبية     | بطولة أمم أوروبا لكرة السلة 1991 |
| ذهبية     | بطولة كأس العالم لكرة السلة 2002 |
| ذهبية     | بطولة أمم أوروبا لكرة السلة 1995 |
| برونزية   | بطولة أمم أوروبا لكرة السلة 1999 |

## روابط خارجية
- فلاد ديفاك على موقع IMDb (الإنجليزية)
- فلاد ديفاك على موقع قاعدة بيانات الفيلم (الإنجليزية)
- فلاد ديفاك على موقع الاتحاد الدولي لكرة السلة (الإنجليزية)
- فلاد ديفاك على موقع إن بي أي (الإنجليزية)
- فلاد ديفاك على موقع سبورتس رفرنس (الإنجليزية)
- فلاد ديفاك على موقع كرة السلة الأوروبية.كوم (الإنجليزية)
- فلاد ديفاك على موقع إي إس بي إن.كوم (الإنجليزية)
- فلاد ديفاك على موقع ريلجم (الإنجليزية)
- فلاد ديفاك على موقع بروبوليرز (الإنجليزية)
- فلاد ديفاك على موقع سبورتس رفرنس (الإنجليزية)
- فلاد ديفاك على موقع اللجنة الأولمبية الدولية (الإنجليزية)
- فلاد ديفاك على موقع أوليمبيديا (الإنجليزية)